# Subnautica 2
Subnautica 2 — майбутня пригодницька гра виживання, що розробляється Unknown Worlds Entertainment. Гра є продовженням Subnautica 2018 року і буде третьою грою у серії після Subnautica: Below Zero 2021 року. Гру планують випустити у ранній доступ в 2026 році.

## Ігровий процес
На новій планеті, Subnautica 2 підтримуватиме однокористувацький та кооперативний ігровий процес з до чотирма гравцями, це перший раз, коли у серії Subnautica присутня багатокористувацька гра. Кінематографічний трейлер показав новий транспортний засіб, нових істот та оточення і натякнув на введення поточної механіки, яка може перетягнути гравця в іншу область. Гравці зможуть модифікувати своє ДНК, щоб отримати здібності, цю функцію було оригінально вирізано з Subnautica.